# غار مزدوران
غار مزدوران یا مزداوند، در ۲ کیلومتری شرق مزداوند - بین شهر سرخس و مشهد – در ارتفاعات چاهک و شورلق واقع شده است. عرض دهانه ورودی آن به ۲ مترو ارتفای آن به
۵/۲ متر می‌رسد.
قدمت این غار به هزاره دوم پیش از میلاد می‌رسد. در سازمان میراث فرهنگی ایران به شماره ۶۵۲ به ثبت رسیده است.